# Else Marie Fugger
Else Marie Fugger, geborene Else Marie Vierling (* 9. Februar 1903 in Leipzig; † 13. Mai 1982 in Bernau bei Berlin) war eine deutsche Widerstandskämpferin gegen den Nationalsozialismus, persönliche Sekretärin von Walter Ulbricht und Funktionärin der Sozialistischen Einheitspartei Deutschlands (SED) in der Deutschen Demokratischen Republik (DDR).

## Leben
Fugger, Tochter eines Maurers, arbeitete nach der Volksschule als Hausmädchen und erlernte den Beruf der Kontoristin. Bis 1925 war sie in dieser Funktion bei der Firma Jaeger & Co in Leipzig tätig. 1918 wurde sie Mitglied des Zentralverbands der Angestellten (ZdA), 1920 der Naturfreunde Internationale (NFI) und 1924 der Kommunistischen Partei Deutschlands (KPD).
1925 begann Fugger, hauptamtlich für die KPD zu arbeiten. Bis 1927 war sie Stenotypistin der KPD-Bezirksleitung Westsachsen, anschließend bis 1932 Redaktionssekretärin der KPD-Zeitung Süddeutsche Arbeiterzeitung. 1929 heiratete sie den KPD-Funktionär Karl Fugger. 1932/33 war Fugger als Stenotypistin und Buchhalterin der Deutschen Vertriebsgesellschaft für Russische Oel-Produkte (Derop) tätig. 1933 war sie Mitarbeiterin des Informationsdienstes der Inprekor und Kassiererin und Stenotypistin bei der Reichsleitung der Roten Hilfe Deutschlands (RHD).
Ab September 1934 war Fugger Mitarbeiterin der RHD in Paris und im Westeuropäischen Büro der Internationalen Roten Hilfe (IRH). Ab 1937 lebte sie illegal unter dem Namen Marie-Pauline Felten in Paris. Nach dem Ausbruch des Zweiten Weltkriegs verweigerte Fugger im September 1939 den Beschluss der KPD-Emigrationsleitung, sich bei den französischen Behörden zu melden. Sie betreute weiterhin Internierte und verwaltete mit Käthe Dahlem das illegale Gelddepot der KPD in Frankreich.
1941 wurde Fugger Mitglied der KPD-Leitung im von Deutschland besetzten Frankreich. Sie unterstützte die Résistance als Kurier und versuchte deutsche Soldaten zur Desertion zu bewegen. Im November 1943 wurde sie wegen „kommunistischer Propaganda und Wehrkraftzersetzung“ verhaftet und im Wehrmachtsgefängnis Fresnes bei Paris interniert. 1944/45 wurde sie im Konzentrationslager Ravensbrück festgehalten und im April 1945 durch das Rote Kreuz nach Schweden evakuiert.
Nach dem Ende des Kriegs kehrte Fugger im Februar 1946 nach Deutschland zurück und wurde die persönliche Sekretärin des späteren DDR-Machthabers Walter Ulbricht. 1947 bis 1949 war sie Pressereferentin für Westmedien in der Abteilung Werbung-Presse-Rundfunk beim Zentralsekretariat der SED. 1950/51 besuchte sie eine Landesparteischule der SED und wurde dann Instrukteurin der Abteilung Agitation des Zentralkomitees (ZK) der SED. Von 1952 bis 1955 war sie in  gleicher Funktion bei der Landesleitung Berlin der SED tätig.
Ab 1954 war Fugger Bibliothekarin an der Gewerkschaftshochschule „Fritz Heckert“ des Freien Deutschen Gewerkschaftsbunds (FDGB) und war dort Sachbearbeiterin am Institut zur Erforschung der Lage der Arbeiter Westdeutschland. 1959 ging sie in Rente, betreute aber weiterhin gelegentlich ausländische Staatsgäste.

## Ehrungen
- 1966 Vaterländischer Verdienstorden in Bronze (DDR)
- 1978 Vaterländischer Verdienstorden in Silber (DDR)